# Aerolinee Itavia Flight 870
38°50′22″N 13°25′31″Ø / 38.839494°N 13.425293°Ø
Aerolinee Itavia Flight 870 (IH 870, AJ 421) var en italiensk ruteflyvning mellem Bologna og Palermo, der den 27. juni 1980 blev fløjet af en McDonnell Douglas DC-9-15, der styrtede ned i det Tyrrhenske hav mellem Ponza og Ustica. Alle 81 ombordværende omkom.
Flystyrtet er i italienske medier omtalt som Usticamassakren ("Strage di Ustica") efter den lille ø Ustica nær det sted, hvor flyet styrtede ned. Flystyrtet ledte til en lang række undersøgelser, retssager og beskyldninger, og er i dag fortsat omgærdet af mystik og en række konspirationsteorier. Den tidligere italienske præsident Francesco Cossiga angav årsagen til flystyrtet som værende et missil affyret af et fly fra Frankrigs flåde på trods af, at en rapport i 1994 afviste denne mulighed. Den 23. januar 2013 udtalte Italiens højeste straffedomstol, at det var "helt åbenbart", at flyet var blev skud ned af et missil. Undersøgelser af flyets vrag har fået efterforskere til at konkludere, at flyet styrtede ned som følge af en bombe ombord.
Flyulykken er den alvorligste ulykke, som et DC-9-15 fly har været involveret i.

## Flyet og detaljer om flyvningen
Flyet, der blev anvendt ved Aerolinee Itavia Flight 870, var et McDonnell Douglas DC-9-15, der var købt den 27. februar 1972 med serienummer CN45724/22 og registrering I-TIGI (tidligere N902H, fløjet af Hawaiian Airlines). Flyet var fremstillet i 1966. Flyets rute den 27. juni 1980 var fra lufthavnen Guglielmo Marconi lufthavnen i Bologna til Falcone–Borsellino lufthavnen i Palermo på Sicilien. Flyet lettede kl. 20.08 CET efter at have været forsinket 1 time og 53 minutter. Ombord på flyet var 77 passagerer. Besætningen bestod af de to piloter kaptajn Domenico Gatti og styrmand Enzo Fontana og to stewardesser/stewarder. Flyvningens navn var IH 870 i den civile luftkontrol (ATC) og AJ 421 på den militære radar.
Flyet styrtede ned i det Tyrrhenske hav nær øen Ustica, ca. 130 km sydvest for Napoli og ca. 90 km nord for Palermo, kl. 20:59 CET.

## Officielle undersøgelser
Trods flere års undersøgelser er der aldrig af den italienske regering afgivet en endelig rapport med en officiel forklaring på flystyrtet og forløbet.
Det italienske parlament nedsatte en parlamentarisk kommission ledet af Senator Giovanni Pellegrino. Den parlamentariske kommission afgav en officiel udtalelse i 1989. I udtalelsen udtaler den parlamentariske kommission, at flystyrtet var resultatet af en nedskydning foretaget af en militær magt.
De italienske domstole med undersøgelsesdommere henlagde sagen, da de ikke kunne komme videre i sagen. Sagen blev genåbnet i juni 2008 af anklagemyndigheden, da den italienske præsident Francesco Cossiga, der var premierminister da ulykken fandt sted, oplyste, at flyet var blevet skudt ned af franske fly. Et krav om erstatning blev den 7. juli 2008 fremsat overfor den franske præsident.
Det italienske luftvåbens rolle i sagen er uklar. Flere personer fra luftvåbnet er blevet afhørt og nogle stillet for retten anklaget for forfalskning af dokumenter, mened, magtmisbrug m.v. Fire generaler blev tiltalt for højforræderi, idet de skulle have tilbageholdt beviser om flytrafikken i luftrummet på tidspunktet for flystyrtet. Ved en dom fra 2004 blev de to generaler frifundet, bl.a. under henvisning til forældelse, hvorfor sagen heller ikke kunne gennemføres mod de to øvrige. Dommen var dog ikke en fuldstændig renselse af de to generaler, hvorfor afgørelsen blev anket. Appelretten fastslog i 2005, at der ikke var grundlag for tiltalen, hvilket blev stadfæstet af den italienske højesteret i 2007, hvorved der blev sat retsligt punktum i sagen mod de fire generaler.
I juni 2010 opfordrede den italienske præsiden Giorgio Napolitano alle italienere til at samarbejde i undersøgelserne om hændelsen.
I september 2011 pålagde en civil domstol i Palermo den italienske regering at betale 100 millioner euro (745 millioner DKK) i erstatning til de efterladte, idet dommeren anså, at den italienske stat ikke havde gjort tilstrækkeligt for flyets sikkerhed, samt for at skjule sandheden og bortskaffe beviser.
Den 23. januar 2013 afsagde Italiens øverste kriminalret en afgørelse, hvori var anført, at det var "åbenbart" bevis for, at flyet blev skudt ned af et vildfarent missil.
I april 2015 blev afgørelsen fra Palermo fra 2011 stadfæstet og en appel fra staten afvist.

## Teorier
Der har i medierne været flere teorier om, hvad der forårsagede styrtet. De to hovedteorier er, at der enten sprang en bombe ombord i flyet eller at flyet blev skud ned af et missil.

### Terrorbombe
Italien var i 1970'erne og begyndelsen af 1980'erne hårdt plaget af terrorangreb, og perioden kaldes i Italien Blyårene (Anni di piombo). Talrige bomber blev i disse år bragt til sprængning af bl.a. de venstreorienterede Røde Brigader og af en række neo-fascistiske organisationer. Undersøgelserne koncentrerede sig derfor naturligt fra begyndelsen til at lede efter spor fra en bombe. Efter længere undersøgelser, blev der af en gruppe efterforskere i 1990 konkluderet, at der eksploderede en bombe omkring det bagerste toilet i flyets styrbord-side.
I 1994 nåede en anden gruppe efterforskere det samme resultat. Denne rapport blev dog afvist af de italienske domstole som mangelfuld i forhold til domstolenes egen undersøgelser.

### Missil
Flere italienske medier har i årevis hævdet, at flyet blev skudt ned af et missil affyret fra et andet fly i forbindelse med luftkampe, hvor fly fra USA, Frankrig og Italien skulle have kæmpet mod fly fra Libyen i forsøg på at nedskyde et libysk fly med en højtstående libyer - muligvis Muammar al-Gaddafi, der hævdes at have fløjet i luftrummet på samme tid. Denne version blev især støttet af den italienske undersøgelses-dommer Rosario Priore i 1999. Priore skrev i sin rapport, at hans undersøgelse blev hindret af det italienske militær og personer fra efterretningstjenesten efter ordre fra NATO.
Ifølge italienske medier skulle dokumenter fra Libyens efterretningstjeneste frigivet efter Gaddafis fald vise, at Flight 870 blev angrebet af to franske jagerfly. De konkrete dokumenter, der skulle dokumentere disse oplysninger er dog aldrig fremvist.
I det hele taget er der knyttet en række forskellige konspirationsteorier til flystyret. 

## Mindested
Der blev i Bologna åbnet et mindested i juni 2007, hvor der er udstillet en kopi af flyets krop og dele fra flyet samt genstande tilhørende de omkomne.

## I populærkultur
Flyets mystiske skæbne har været genstand for en række tv-dokumentarer. Historien om flystyrtet blev gennemgået i det Canadiske tv-show Mayday sendt af National Geographic Channel under titlen Massacre Over The Mediterranean (sendt som Air Emergency i USA og Air Crash Investigation i den øvrige verden). Dokumentaren beskriver det pres der blev lagt på efterforskerne og vurderer de tre forskellige undersøgelser, der blev gennemført af hændelsen. Udsendelsens konklusion er, at der ikke ud fra vraget kan konstateres en nedskydning af et missil og at styrtet skyldtes udløsningen af en bombe i flyets bagerste toilet. Dokumentaren er stærkt kritisk overfor de italienske domstoles beslutning om ikke at offentliggøre den tredje undersøgelse til den italienske offentlighed, eller nærmere begrunde domstolenes konklusion om, at der var tale om et missil.

## Eksterne links
- AirDisaster.Com Beskrivelse af hændelsen på airdisaster.com Arkiveret 2. maj 2013 hos  Wayback Machine
- Detaljer om hændelsen på planecrashinfo.com
- The mystery of flight 870 – Guardian Newspaper.
- Undersøgelsesrapport udført af Frank Taylor Arkiveret 21. oktober 2014 hos  Wayback Machine